# Đền Toyokuni
Đền Toyokuni (豊国神社 (Phong Quốc Thần Xã) Toyokuni Jinja) là một ngôi đền Thần đạo nằm ở Higashiyama-ku, Kyoto, Nhật Bản. Nó được xây dựng năm 1599 để tưởng niệm Toyotomi Hideyoshi.

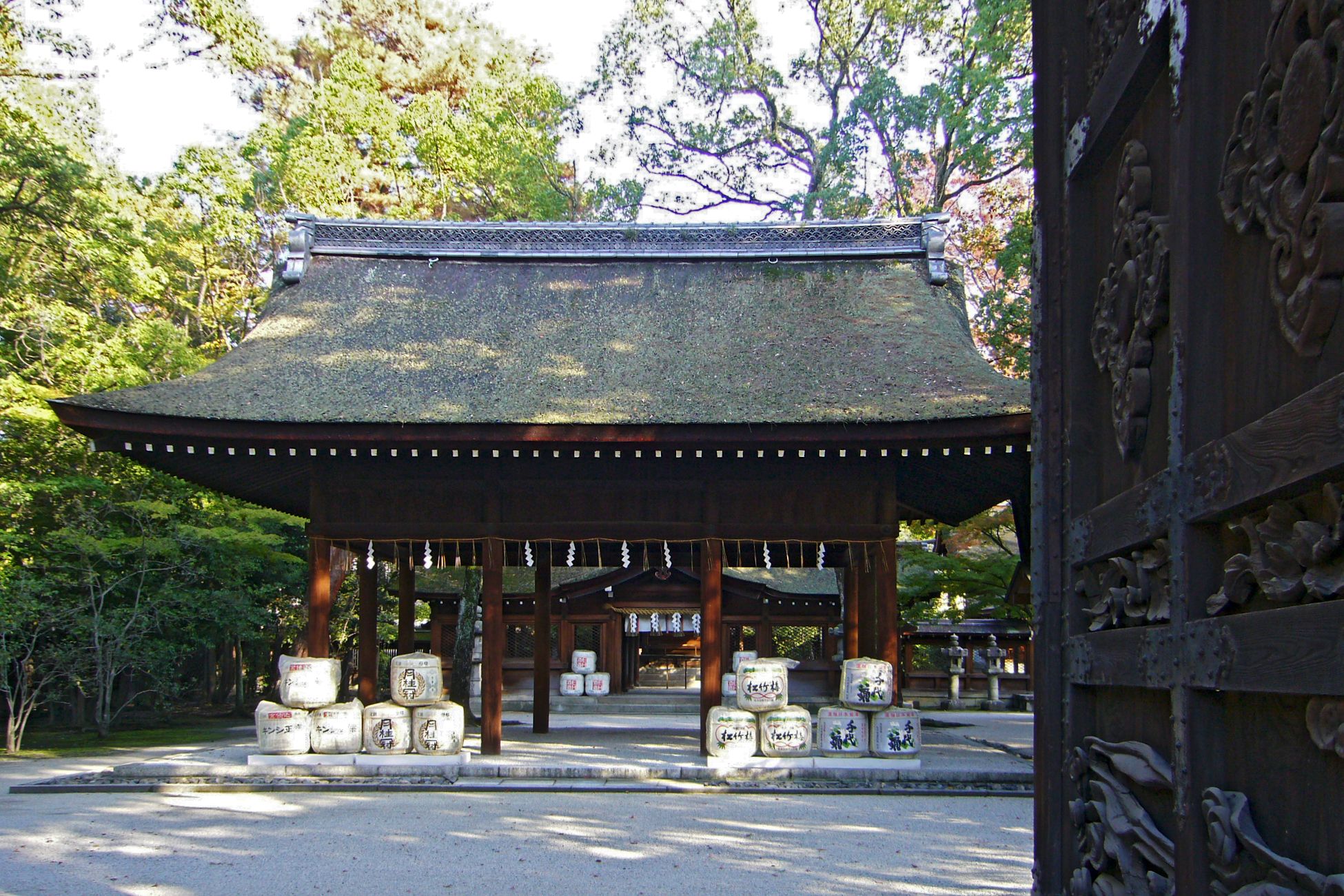
Mặt tiền và gian chính đền Toyokuni

Hōkoku-jinja là lăng mộ và đền thờ của Toyotomi Hideyoshi, mất ngày 18 tháng 9, 1598 ở Kyoto.
Đền thờ bị Tokugawa Ieyasu phá hủy vào tháng 6 năm 1615.
Minh Trị Thiên Hoàng ra lệnh trùng tu lại ngôi đền vào năm Keiō thứ 4, ngày 6 tháng 6 âm lịch (tức ngày 28 tháng 4 năm 1868). Vào thời điểm đó, khu vực ngôi đền được mở rộng một chút vào phần đất trước đây gần kề chùa Hōkō-ji.
Năm 1897, lễ kỷ niệm 300 năm ngày mất của Hideyoshi diễn ra tại ngôi đền này.